# 1624
Cette page concerne l'année 1624  du calendrier grégorien.
L'année 1624 est une année bissextile qui commence un lundi.

## Événements
- Hiver 1623-1624, Canada : mort de Charles de Biencourt[1], fils de Poutrincourt, qui marque une période de confusion et de dissension intérieure à Port-Royal (Acadie). La lutte ouverte entre les partis de Charles de La Tour et du sieur d’Aulnay-Charnisay éclate en 1636. Une vingtaine de familles seulement sont établies à Québec.

- 14 janvier : le séfévide Abbas Ier entre dans Bagdad reprise aux Ottomans[2]).
- 16 janvier : arrivée en Éthiopie du Jésuite Manuel de Almeida où il séjourne jusqu'en août 1633. Il trace une carte du pays[3].
- 28 janvier (ou en 1623) : Thomas Warner débarque à Saint-Christophe avec sa famille et trente personnes. Des Anglais s'établissent dans les Petites Antilles[4].

- 2 février : les Itzá massacrent le capitaine Francisco de Mirones et ses hommes réunis pour l'office de la Chandeleur dans l'église de Sacalum (Yucatán) ; l’événement coupe court au projet de conquête du Tayasal jusqu'en 1685[5].

- 30 mars : départ d’Agra, en Inde, du jésuite portugais Antonio de Andrade qui traverse la chaîne himalayenne par l’ouest et entre au Tibet. En août, il est reçu par le roi de Guge dans la cité royale de Tsaparang. Celui-ci, intéressé par sa religion, l’autorise à fonder une mission et à construire une église (1626)[6].

- Avril : accord entre la Chine et la Compagnie néerlandaise des Indes occidentales ; Taïwan est occupée par les Hollandais jusqu’en 1662. Création de forts à Anping (Fort Zeelandia) et à Tainan (Fort Providentia)[7].

- 9-10 mai, Brésil : la flotte hollandaise de l'amiral Heyn s'empare de Salvador de Bahia, qui sera reconquise en avril 1625 par une armée composée de forces portugaises, espagnoles et indiennes[8]. Après la prise de Bahia, le commandant hollandais publie une proclamation garantissant protection et liberté religieuse à tous ceux qui se soumettraient au nouveau gouvernement.

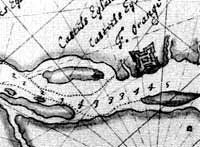
Fort Orange.

- Mai : la Compagnie néerlandaise des Indes occidentales envoie le premier contingent de 30 familles de colons vers la Nouvelle-Néerlande, composées pour la plupart de protestants wallons. Dix-huit d'entre elles remontent l'Hudson et fondent Fort Orange près de l’actuelle Albany. Des colons occupent temporairement Noten Eyland (Governors Island) dans le delta de l'Hudson, avant de s’installer à Manhattan l’année suivante[9].

- 10 décembre : création de la Compagnie des Indes portugaises (Companhia de Navegação e Comércio da India, Mina e Guiné)[10] dans le but de frapper la puissance maritime des Hollandais, sous l’impulsion de Jorge de Mascarenhas. Mais le manque de crédits et surtout l’opposition des autorités municipales de Goa ne lui permettent pas de se développer. Critiquée dès 1632, elle est liquidée peu après[11].

- Arrivée de colons normands en Guyane. Ils s'établissent à l'embouchure du Sinnamary[12].

### Europe
- Janvier : Mansfeld licencie ses troupes ; le 11 mars, il s'embarque pour l'Angleterre[13]⋅
- 22 mars[14] : l'Angleterre déclare la guerre à l’Espagne (fin en 1630).
- 5 mai : le roi Jacques Ier d'Angleterre accepte le Statute of Monopolies, statut passé par le Parlement d'Angleterre en 1623, qui déclare nul tout monopole concédé du seul fait du roi[15].
- 8 mai : Bethlen Gabor, prince de Transylvanie, après avoir envahi la Hongrie, conclut la paix à Vienne avec Ferdinand II[16].
- 10 juin : traité de Compiègne entre la France et les Provinces-Unies contre l’Espagne[17].
- 13 août : début de l'administration de Richelieu en France[18].
- 28 août : début du siège de Bréda par l'armée de Spinola (fin le 2 juin 1625)[19]. Reprise de la guerre aux Pays-Bas.
- 19 septembre : Michel Romanov épouse la princesse Maria Dolgoroukova[20]. Elle meurt quelques mois plus tard et le tsar épousera le 5 février 1626 Eudoxie Strechniev, fille d’un obscur gentilhomme.
- 4 octobre : Philippe IV d'Espagne crée l'Almirantazgo ou Bureau Amiral de Séville chargé d'organiser les convois entre les Flandres et l'Espagne ; il est utilisé dans la lutte contre la contrebande des Provinces-Unies avec l'Espagne[21].
- 21 octobre : traité de Suse[22]. Ligue offensive entre la France, Venise et la Savoie contre la république de Gênes[23] après que la dernière a acquis de l'empereur le marquisat de Zuccarello[24].

- 26 novembre : les troupes françaises du marquis de Cœuvre partent de Coire pour occuper ou « libérer » la Valteline au détriment de l'Autriche et de l’Espagne (fin en février 1625). La Valteline repasse sous l’autorité des Grisons protestants[25].

- Lois somptuaires en Espagne[26].
- Alba de Tormes, Espagne : procès et condamnation des proches de Jorge Enriquez, médecin du duc d’Albe décédé en 1622, accusés à tort de l’avoir enterré selon les rites juifs[27].

## Naissances en 1624
- 11 janvier : Jean-Baptiste Bol l'Ancien, peintre de l'École flamande († 18 septembre 1688).
- 11 février : Lambert Doomer, peintre néerlandais († 2 juillet 1700).
- 9 avril : Henrik Ruse, ingénieur militaire néerlandais († 22 février 1679).
- ? juillet : George Fox, fondateur de la communauté des Quakers († 13 janvier 1691).
- 10 septembre : Thomas Sydenham, médecin anglais († 29 décembre 1689).
- 25 août : François d'Aix de La Chaise, confesseur du roi Louis XIV († 20 janvier 1709).
- 20 octobre : Jan Albertsz Rootius, peintre néerlandais († 1er novembre 1666).
- 3 novembre : Jean d'Estrées, comte puis duc d'Estrées († 19 mai 1707).
- 6 novembre : Barent Fabritius, peintre néerlandais † 20 octobre 1673).
- Date précise inconnue :
  - Flaminio Allegrini, peintre baroque italien († 1684).
  - Lazzaro Baldi, graveur et peintre baroque italien († 1703).
  - Nicolas Loir, peintre et graveur français († 6 mai 1679).
  - Orazio Talami, peintre baroque italien († 1708).

## Décès en 1624
- 24 janvier : Martin Bécan, jésuite, théologien et controversiste catholique de la Contre-Réforme des Pays-Bas espagnols (° 6 janvier 1563).
- 4 février : Vicente Espinel, écrivain et musicien espagnol (° 28 décembre 1550).
- 5 ou 6 février : Lamoral Ier de Ligne, 1er prince de Ligne et diplomate belge (° 19 juillet 1563).
- 13 février : Stephen Gosson, écrivain anglais (° avril 1554).
- 16 février :
  - Luis de la Puente, prêtre jésuite, théologien et écrivain espagnol (° 11 novembre 1554).
  - Ludovic Stuart, noble écossais, 2e duc de Lennox et 1er duc de Richmond (° 29 septembre 1574).
- 17 février : Juan de Mariana de la Reina, prêtre jésuite espagnol (° 25 septembre 1536).
- 18 février : Francisco Ros, prêtre jésuite espagnol (° 1559).
- 21 février :
  - Dirck van Baburen, peintre néerlandais (° vers 1595).
  - Jean-Adolphe de Schleswig-Holstein-Sonderbourg-Norbourg, noble allemand (° 15 septembre 1576).
- 22 février : Jacques Carvalho, prêtre jésuite portugais (° vers 1578).
- 28 février : Antoine Favre, juriste et écrivain savoisien (° 5 octobre 1557).
- 2 mars : Jean-Georges de Jägerndorf, prince allemand de la famille des Hohenzollern qui fut duc de Krnov (° 16 septembre 1577).
- 11 mars : Germain Gaultier, sculpteur puis architecte français (° 19 janvier 1571).
- 13 mars : Matteo Priuli, cardinal italien (° 1577).
- 17 mars : Antonio Caetani, cardinal italien (° 1566).
- 24 mars : Ulrich de Danemark, prince dano-norvégien devenu prince-évêque de Schleswig (° 30 décembre 1578).
- 3 avril : Andrea Chiocco, médecin italien (° 1562).
- 17 avril : Marie-Anne de Jésus, religieuse mercédaire déchaussée espagnole (° 17 janvier 1565).
- 1er mai : Hisamatsu Sadakatsu, daimyo du début de l'époque d'Edo au service du clan Tokugawa (° 1560).
- 13 mai : Alessandro d'Este, cardinal italien (° 5 mai 1568).
- 28 mai : Antoine-Arnaud de Pardaillan de Gondrin, gentilhomme français (° 1562).
- 7 juin : Giuseppe Biancani, prêtre jésuite, astronome, sélénographe et mathématicien italien (° 8 mars 1566).
- 14 juin : Itakura Katsushige, daimyō de l'époque Azuchi Momoyama et du début de l'époque Edo (° 1545).
- 28 juin : Ridolfo Campéggi, dramaturge, poète et librettiste italien (° 1565).
- 17 juillet : Johan van Dorth, général des Provinces-Unies (° 1574).
- 30 juillet : Esmé Stewart, 3e duc de Lennox, noble écossais (° 1579).
- 31 juillet : Henri II de Lorraine, marquis de Pont-à-Mousson, puis duc de Lorraine et de Bar (° 8 novembre 1563).
- 4 août : Emmanuel-Philibert de Savoie, vice-roi de Sicile (° 16 avril 1588).
- 14 août : Gregor Richter, théologien allemand (° 1er février 1560).
- 25 août :
  - Miguel de Carvalho, prêtre jésuite portugais (° 1579).
  - Louis Sotelo, frère franciscain espagnol (° 6 septembre 1574).
- 26 août : Fukushima Masanori, daimyo au service de Hideyoshi Toyotomi à la fin de l'époque Sengoku et au début de l'époque Azuchi Momoyama (° 1561).
- 7 septembre : Jacques Cappel, réfugié protestant à Sedan (° mars 1570).
- 9 septembre : Francesco Sforza, cardinal italien (° 6 novembre 1562).
- 17 septembre : Gilles du Monin, prêtre jésuite, historien et auteur liturgique (° 1565).
- 20 septembre : Isaac Le Maire, commerçant néerlandais, originaire des Pays-Bas méridionaux (° 1558).
- 24 septembre : Pedro Téllez-Girón y Velasco, troisième duc d'Osuna, homme d'État espagnol (° 17 décembre 1574).
- 25 septembre : Fronton du Duc, prêtre jésuite, théologien et patrologue français (° 1558).
- 26 septembre : Honoré de Paris, prêtre capucin français (° 18 janvier 1566).
- 29 septembre : Simon de Rojas, religieux espagnol de l'ordre des Trinitaires (° 28 octobre 1552).
- 1er octobre : Nicolas Brulart de Sillery, homme d'État français, garde des sceaux puis chancelier de France (° 1544).
- 22 octobre :
  - Jessé de Forest, explorateur (° 1576).
  - Aelius-Everhard Vorst, médecin et botaniste néerlandais (° 26 septembre 1565).
- 25 octobre : Denis Largentier, théologien de l'Université de Paris, moine de Clairvaux, puis procureur général de l'Ordre cistercien (° 14 septembre 1557).
- 10 novembre : Henry Wriothesley, 3e comte de Southampton (° 6 octobre 1573).
- 17 novembre :
  - Jacob Boehme, théosophe allemand (° 8 mars 1575).
  - Fabrizio Verallo, cardinal italien (° 1560).
- 26 novembre : Benedikt Carpzov der Ältere, juriste et professeur d'université allemand (° 22 octobre 1565).
- 5 décembre : Gaspard Bauhin, naturaliste suisse (° 17 janvier 1560).
- 6 décembre : Francesco Contarini, 95e doge de Venise (° 28 novembre 1566).
- 7 décembre : Luis Tristán, peintre espagnol (° 1586).
- 9 décembre : Flaminio Scala, acteur italien de Commedia dell'Arte (° 27 septembre 1552).
- 14 décembre : Charles Howard, 1er comte de Nottingham, magistrat et amiral anglais (° 1536).
- 25 décembre : Catherine de Nassau-Dillenbourg, fille de Guillaume de Nassau-Dillenbourg et de sa seconde épouse, Juliana de Stolberg et sœur de Guillaume le taciturne (° 29 décembre 1543).
- 26 décembre : Simon Marius, astronome allemand (° 10 janvier 1573).
- 28 décembre : Otto Walper, théologien et philosophe allemand (° 1er janvier 1543).

- Date précise inconnue :
  - Yaacov ben Itshaq Ashkenazi, rabbin, traducteur, écrivain et traducteur de la Bible (° 1550).
  - Simone Ciburri, peintre italien (° ?).
  - Anastase Cochelet, théologien Carme (° 1551).
  - Richard Cocks, chef du comptoir commercial de la Compagnie anglaise des Indes orientales à Hirado, Japon (° 1566).
  - Esther Inglis, peintre miniaturiste (° 1571).
  - Guillaume Le Gangneur, maître écrivain français (° 1553).
  - Claude Mangot, parlementaire et homme d'État français (° 1556).
  - Vincenzo Mirabella, historien et antiquaire sicilien (° 1570).
  - Nene, aristocrate des époques Sengoku et Edo de l'histoire du Japon (° 1546).
  - René de Vignerot de Pontcourlay, militaire français (° 1561).
  - Antoine Séguier, magistrat français (° 1552).
  - Giulio Cesare Stella, poète et humaniste italien (° 1564).
  - François Tabazan, bourreau genevois (° 1534).
  - Cornelis Van der Voort, peintre portraitiste néerlandais (° 1576).

- 1623 ou 1624 :
- Claus Christoffersen Lyschander, poète et historien danois (° 1558).

- Après 1624 :
- Jan Verdonck, compositeur de l'école franco-flamande (° 1546 ?).